# Гонсало Яньес де Агилар
Гонсало Яньес де Агилар, также известный как Гонсало Эанес ду Виньял (исп. Gonzalo Yáñez de Aguilar; начало XIII века — 1283) — португальско-кастильский дворянин и трубадур, 1-й сеньор де Агилар и 4-й сеньор де Обиньял.

## Биография

### Происхождение и ранние годы
Возможно, родом из города Агиар-да-Пенья, которое его предки взяли в качестве своей фамилии в королевстве Португалия. Гонсало Яньес де Агилар был сыном Хуана Гомеса Довиньяла, 3-го сеньора Обиньяла, и Марии Пирес де Агиар. Эта принадлежность, таким образом, сделала его двоюродным братом Пелайо Переса Корреа (1205—1275), магистра Ордена Сантьяго.
Историография считает, что Гонсало Яньес де Агилар перешел на службу в Кастильское королевство во время правления Фердинанда III (1217—1252), спасаясь от изменений, происшедших в Португалии в результате низложения короля Саншу II в 1247 году. Однако его выступление в соседнем королевстве предшествовало восстанию против португальского монарха (1246 г.). Фактически, первые исторические обзоры относят его к осаде Мартоса, куда он проник с семьюдесятью рыцарями, в то время как некий «Гонсало Иваньес» фигурирует в земельных раздачах в городах Баэсе и Убеде, отвоеванных у мавров в 1226 и 1233 годах соответственно.
Спустя годы Гонсало сопровождал инфанта Альфонсо, будущего короля Кастилии, когда он завладел Мурсией от имени своего отца. Он также фигурирует в документе, изданном инфантом 5 июля 1243 года, в поместьях Эльин и Иссо, и даже возможно, что он занимал должность комендадора Ордена Сантьяго.

### Участие в раздаче земли
Гонсало Яньес участвовал в составе кастильской армии, осаждавшей Севилью в 1247—1248 годах, и, как только город был отвоеван, он получил в Плане (район Дженсера) пожертвование в размере 100 аранзад и 10 югад, которые король позже назвал Вилла Эрманос. Он появляется вместе со своим двоюродным братом Пелайо Пересом Корреа в последующем упоминании о раздаче уже упомянутой «Хаусены», где он получил 100 аранзад и 10 югад в Альмансоне, которые 1 октября 1270 года он пожертвовал монастырю де Вальбуэна — и в списке «ricos omes», получивших наследство 10 югад в городе Асналькасар.
Что касается его участия в распределении Кордовы, в документе от 28 сентября 1265 года поясняется, что архидиакон Бельмеса, Ибаньес, пожертвовал декану и совету указанного города несколько домов с их магазинами и складами, которыми он владел в колласьон де Санта-Мария, все владения, примыкавшие к домам некоего «Гонсалво Иваннеса де Агилара». По словам Фернандеса Гонсалеса и Х. Давида, Гонсало завладел этими домами в 1265 году, хотя доказательств этого нет. Ньето Кумплидо также упоминает, что в мае 1253 года рыцарь Гонсало Яньес де Агилар участвовал в разделе Севильи как «завоеватель и сосед Кордовы». Правда состоит в том, что в документальном свете генеалогии не упоминают о его участие в реконкисте Кордовы, и городские подразделения этого города не сохранились, чтобы дать удовлетворительный ответ на вопрос. Только двое его внуков упоминаются в «Книге десятин пожертвований собора Кордовы», в которой перечислены пожертвования сельских жителей того времени.
Столь же сомнительным является их участие в разделе Баэны, города, который после мусульманского восстания 1264 года начал заселяться христианами в 1266 году. Согласно документу от 26 марта того же года король Альфонсо X сделал пожертвование «Гонсало Иваннесу» некоторых домов в Сан-Сальвадоре, шести арансад виноградников в Вильянуэве, шестидесяти футов оливковых рощ, шести югад наследства и аранзада с половиной садов, с обязательством проживать в Баэне, желающим верхом и оружие и не отчуждать его до истечения двух лет. Однако из-за отсутствия фамилии бенефициара и дополнительных документов о местности его идентификация с кабальеро Гонсало Яньесом де Агиларом не поддается проверке.
Другие упоминания появляются в различных раздачах, проведенных в Андалусии. При распределении Херес-де-ла-Фронтера (1264 г.) некий «Гонсало Яннес» и его жена «донна Иллана» получили дома в округе Сан-Матео, хотя по хронологическим причинам невозможно, чтобы это был трубадур и его жена. Кроме того, в том же дистрибутиве появляется «Гонсало Иваннес», получивший несколько домов и еще один с тем же именем в сопоставлении Сан-Дионисио, хотя любому из них очень трудно быть биографией. То же самое происходит с появлением «Ибаньеса де Агилара» в списке жителей Пуэрто-де-Санта-Мария.

### Сеньория де Агилар

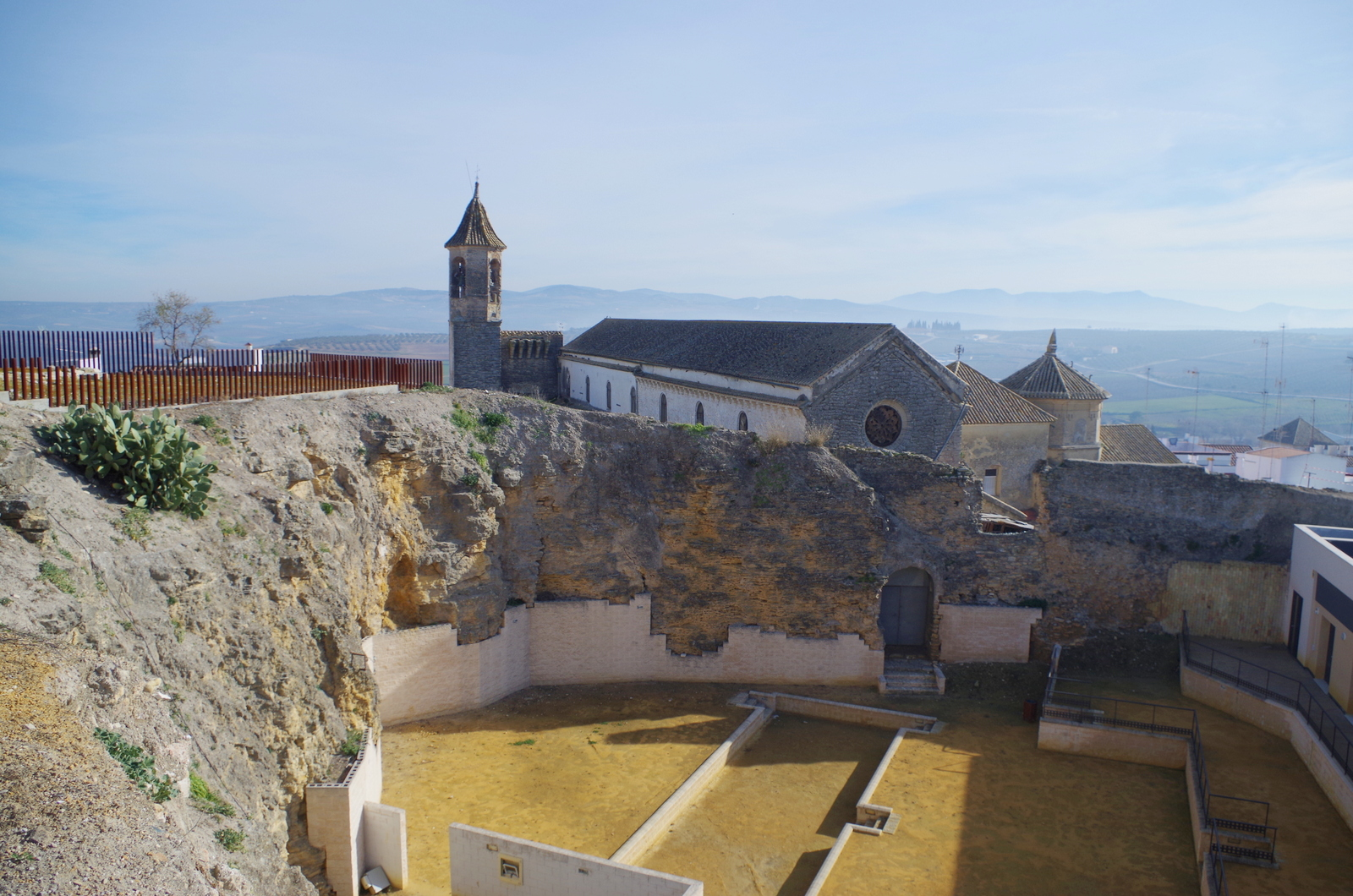
Руины замка Агилар-де-ла-Фронтера.

16 апреля 1257 года, благодаря «многим услугам», которые Гонсало Яньес оказал ему, король Альфонсо X решил предоставить ему город Агилар в пригороде Кордовы вместе с его замком, земельными ресурсами и правами, которые обычно соответствовал монарху. Гонсало получил эту милость по присяге наследования и без каких-либо ограничений в отношении возможности продажи или отчуждения ее, кроме как религиозному ордену или иностранцам. Однако в документе указывалось, что пожертвование было в то же время обменом, при котором Альфонсо X получил взамен «castiello de Puentes e de Negara e de todo Quanto Heremiento e de Quanto Derecho e de as much of lordship». вы и ваша жена донья Хоана имеете по причине наследства в инфантадго в королевстве Леон" и отказа бенефициара от 2000 мараведи в год дохода, который сам монарх, в земле Толедо, а также в земле де Леон назначил его и его жену Хуану. Передача Агилара, получившего это новое имя в память о своем происхождении, стала компенсацией, но также и увеличением активов Гонсало Яньеса, поскольку в документе уточняется, что город стоит больше, чем все другие упомянутые активы.
Несколько лет спустя, 26 мая 1274 года, Альфонсо X уполномочил Гонсало Яньеса сформировать майорат из своих городов Агилар и Монтюрк, передав его законному старшему сыну, наделив его полномочиями, чтобы в отсутствие детей мужского пола он мог двигаться к старшей из его дочерей или, в противном случае, ближайшему законному родственнику мужского пола и установлению запрета на разделение двух вышеупомянутых городов, которые должны были быть соединены.
6 апреля 1260 года первый сеньор Агилар заключил соглашение с епископом Кордовы Фернандо де Меса. Таким образом, Гонсало Яньес обязался:
- Содействовать заселению города христианами, не забывая при этом о мусульманском присутствии. Он предоставит «две части поместья Агилар и его территории, в которых были мавры», чтобы «они заселяли христиан и строили церкви, в которых служат Богу».
- Платить за содержание духовенства и расходы, связанные с христианским богослужением (включая строительство церквей).
- Предоставьте столько предметов, сколько необходимо для церковного культа.

В обмен на все это епископ и капитул Кордовы предоставили Гонсало половину десятин и начатков, полученных от верующих всех церквей Агилара и его округа, половину всех десятин крупного рогатого скота и такую же долю приношений к алтарю и другой доход, связанный с осуществлением христианского богослужения. Кроме того, они уважали право сеньора Агилара и его преемников во время представления священнослужителей, которые должны были управлять церквями поместья.
28 апреля того же года кордовская митра изменила соглашение и передала взаймы и только на два поколения все права, которые епископ и собор имели в конкретном случае приношений у подножия алтаря, морги, исповеди и «анналы, дающие за умерших». Взамен Гонсало должен был передать ему наследство, которое позволяло арендовать 100 мараведи в год или, в другом случае, выплачивать указанную сумму наличными, что позволяло ему получить часовню Сан-Хуан Баутиста в соборе Кордовы для его погребение и погребение его первой жены Хуны. 4 апреля 1262 года это последнее соглашение было окончательно изменено путем согласования того, что останки Хуаны будут перенесены в часовню Сан-Клементе, в то время как сеньор Агилар будет жертвовать собору каждый раз, когда он женится, «лучшие панно, которые я буду платье на мои свадьбы», а также ряд предметов роскоши, которые должны были войти в соборную казну и составить неотчуждаемое имущество.

### Последние годы
В результате восстания мудехаров 1264—1266 годов он поддержал короля Альфонсо X в завоевании Мурсии. Он появляется, подтверждая королевские привилегии этого монарха, а затем и Санчо IV, чье восхождение на престол он поддержал, присоединившись к дворянскому мятежу, начавшемуся в 1275 году.
По-видимому, он погиб, сражаясь вместе с будущим Санчо IV в военном сражении, которое произошло у ворот Гранады примерно в 1283 году. Его тело было перевезено в Кордову и погребено в Королевской часовне Сан-Клементе Кордовского собора.

## Трубадур
Гонсало был также поэтом-трубадуром, который выделялся в средневековом песеннике того времени как своими кантигами о дружбе и любви, так и за кантигами насмешек или проклятий. В своих композициях он соблюдает строгие нормы trovas, поэтического литературного жанра, возникшего в средние века (XII—XIV вв.), как произведение трубадуров-идальго, популярных штампов и коротких стихов (редондильи). Эти поэтические произведения обычно создаются для того, чтобы их клали на музыку, играли и танцевали.

## Браки и потомство
Он заключил свой первый брак с дамой по имени Хуана, возможно, из Леона, которая умерла между 1257 и 28 апреля 1260 года. От первого брака известен один сын:
- Гомес Гонсалес де Агилар, умер после 1270 года и раньше своего отца.

Он женился во второй раз на Беренгеле де Кардона, дочери, по мнению некоторых специалистов по генеалогии, Рамона Фолька де Кардоны. Его первое документальное появление происходит в 1270 году, когда он является одним из подписчиков на пожертвование, которое Гонсало Яньес в том же году сделал монастырю Вальбуэна. От этого брака родились:
- Гонсало Яньес, 2-й сеньор де Агилар, женившийся на Марии Гонсалес Рапозо, дочери Гонсало Ибаньеса де Менесеса и Урраки Фернандес де Лима, а также правнучке Альфонсо Телеса де Менесеса.
- Леонор Гонсалес (или Яньес), вероятно, жена Бернардо I де Кабрера и мать Бернардо II де Кабрера (+ 1364), Gran Privat короля Арагона Педро IV, который в 1343 году заявил о праве на сеньорию Агилар после того, как род Гонсало Ибаньеса прервался.